# 吉尔卡湖
吉尔卡湖（英文：Chilika Lake）又译为契利卡湖或契爾卡湖，是印度东海岸的一个鹹淡水混合的沿海潟湖，位於奥迪沙邦境内印度東海岸平原的达亚河河口，橫跨普里縣、科爾達縣及根賈姆縣，瀕臨孟加拉灣。其面積最大時超過1100平方公里，为印度最大的潟湖，亦为僅次於新喀里多尼亞堡礁的世界第二大鹹水潟湖，被聯合國教科文組織列為暫定世界遺產。
吉尔卡湖構成了一個漁業資源豐富的生态系统，为居住在海岸和島嶼上132個村莊的超過15萬漁民提供了生活保障。它也是印度次大陸最大的候鳥越冬地和許多受威脅動植物的家園。在候鳥遷徙高峰期，來自裏海、贝加尔湖、鹹海等俄罗斯邊遠地區以及哈萨克斯坦的吉尔吉斯草原、中亚、东南亚、拉達克和喜馬拉雅山的鳥類超過160種。這些候鳥的遷徙距離很長，其中一些可能需飛行12000公里方能抵達吉尔卡湖。
1981年，根據《拉姆萨尔公约》，吉尔卡湖被指定為印度第一個具有國際重要性的濕地。

## 保護——威脅與管理
1971年，在英迪拉·甘地擔任印度總理期間，吉尔卡湖因其豐富的生物多樣性而被《拉姆萨尔公约》指定為印度第一個具有國際重要性的濕地，如下事實所示：
- 超過一百萬隻遷徙水禽和濱鳥在此過冬。
- 已記錄的脊椎动物種類超過400種。
- 作為一個河口潟湖，它支持着獨特的海洋和淡水生物群落。
- 該地區發現了幾種稀有和瀕臨滅絕的物種。
- 該湖支持作為社區生命線的漁業。
- 該湖對於保護遗传多样性具有重要價值。
- 雜草和水產養殖活動有所增加。

## 圖集

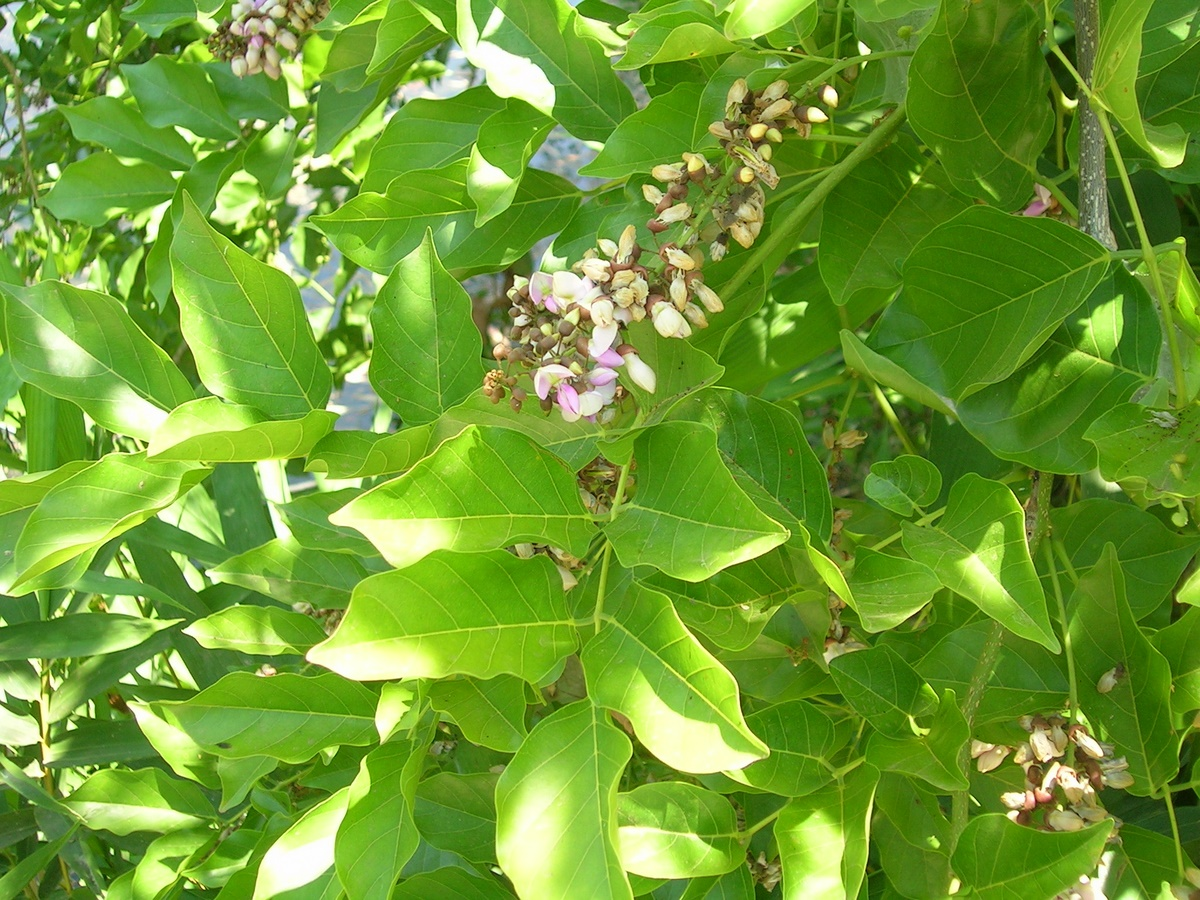
水黄皮開花的芽
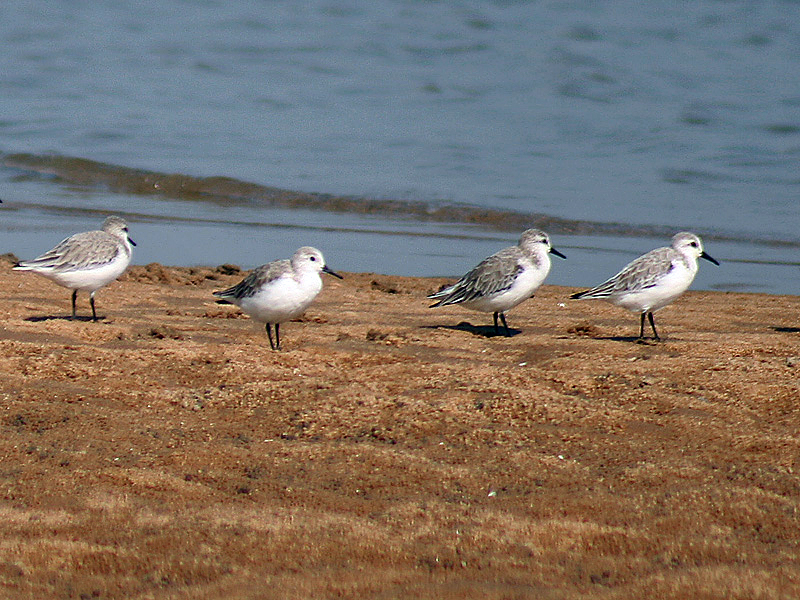
三趾鹬
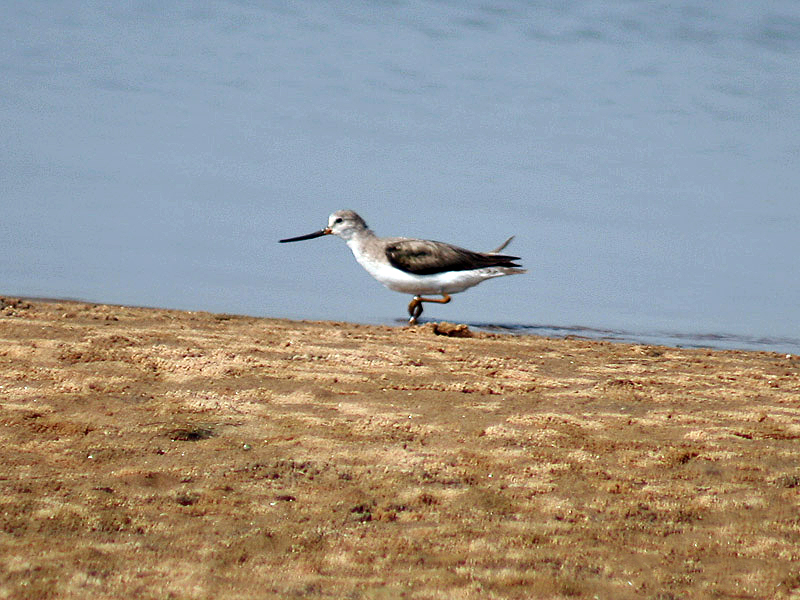
翹嘴鷸
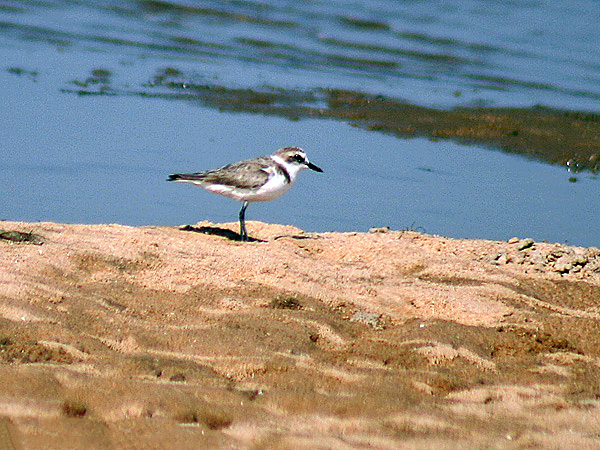
环颈鸻
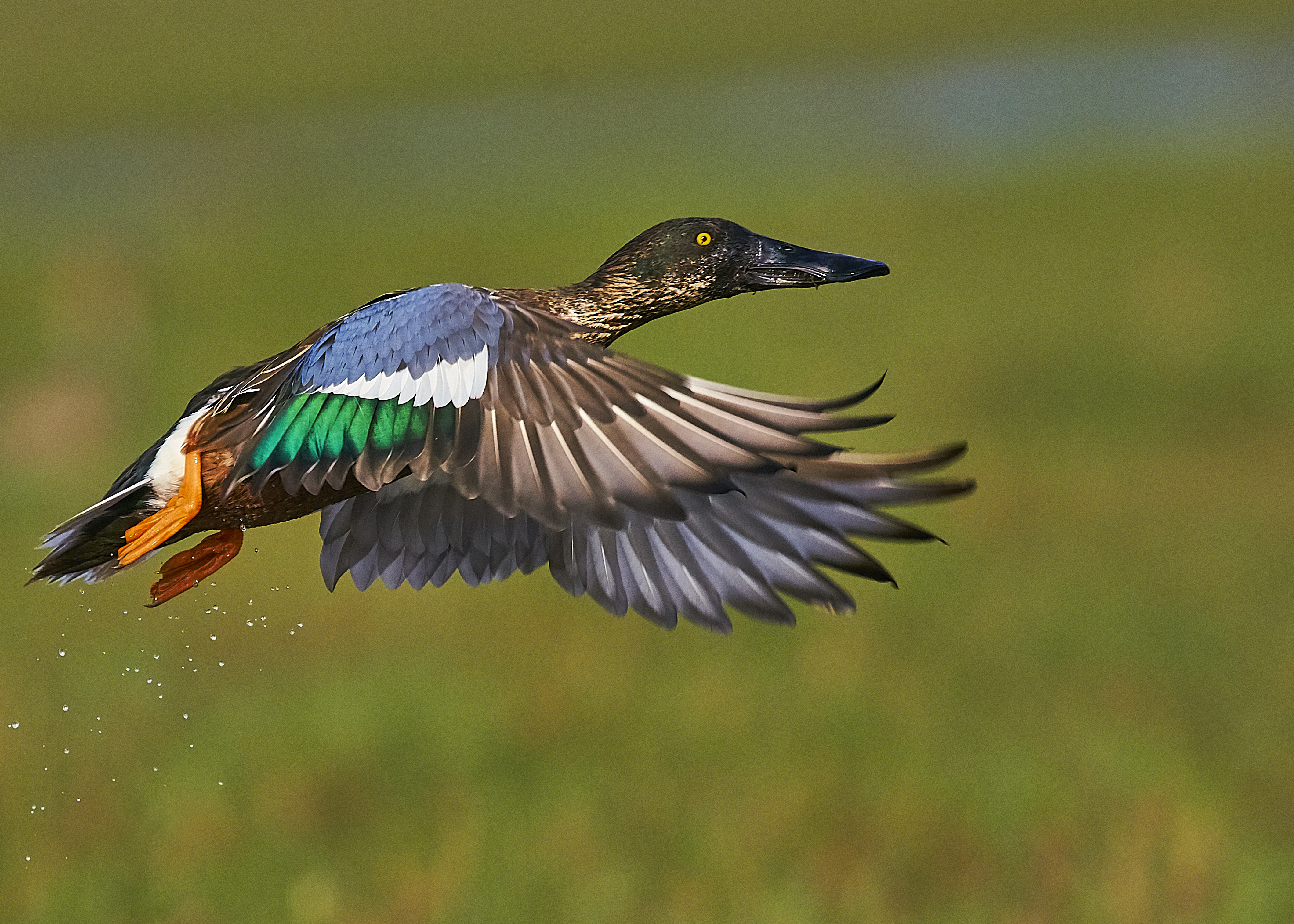
琵嘴鸭
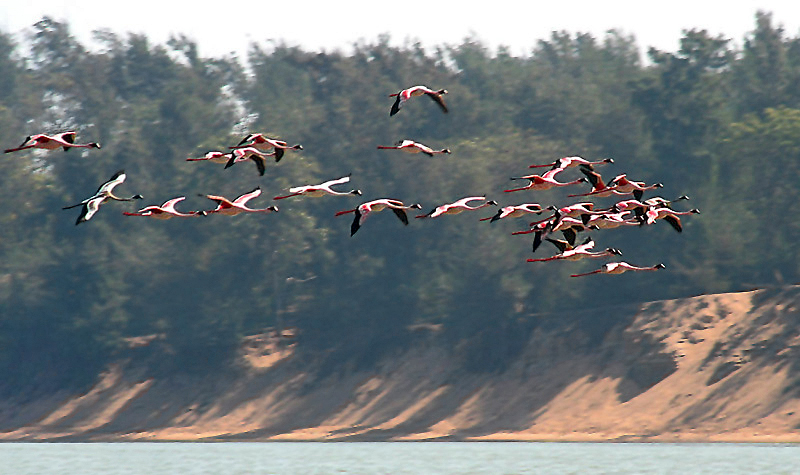
小红鹳
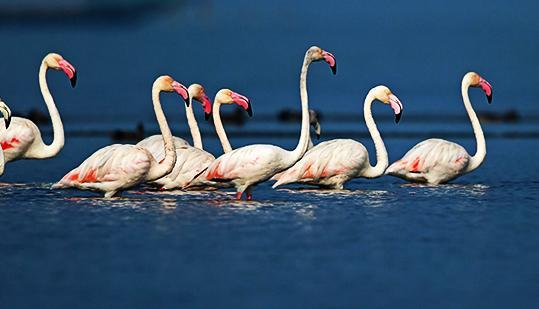
遷徙途中经过吉尔卡湖的红鹳
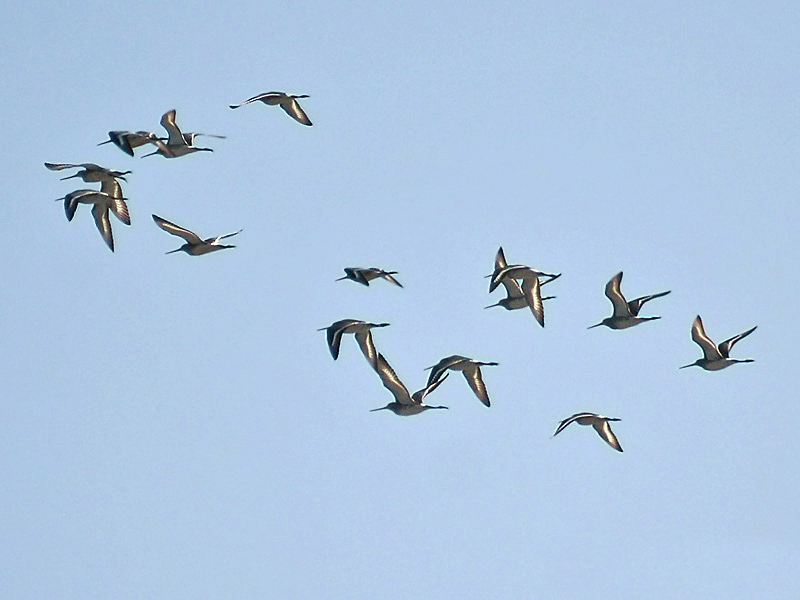
黑尾塍鹬
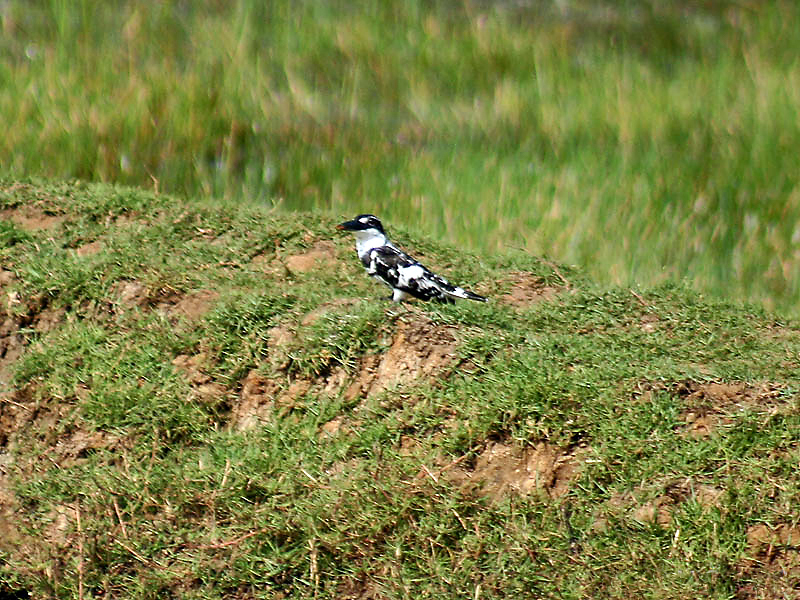
斑鱼狗
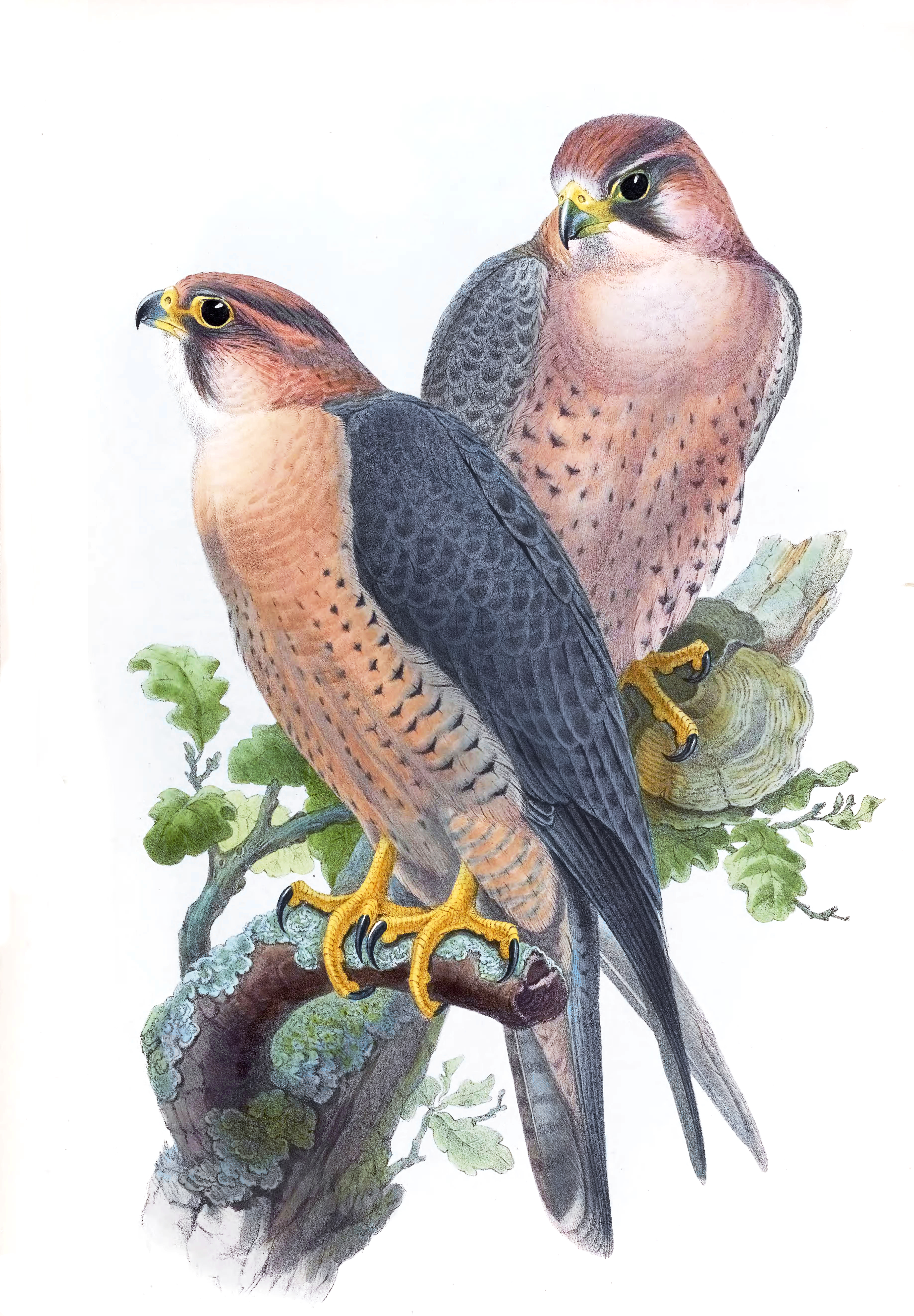
隼
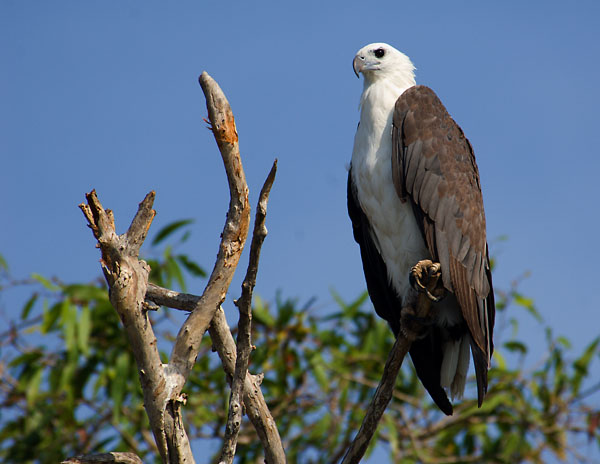
白腹海鵰
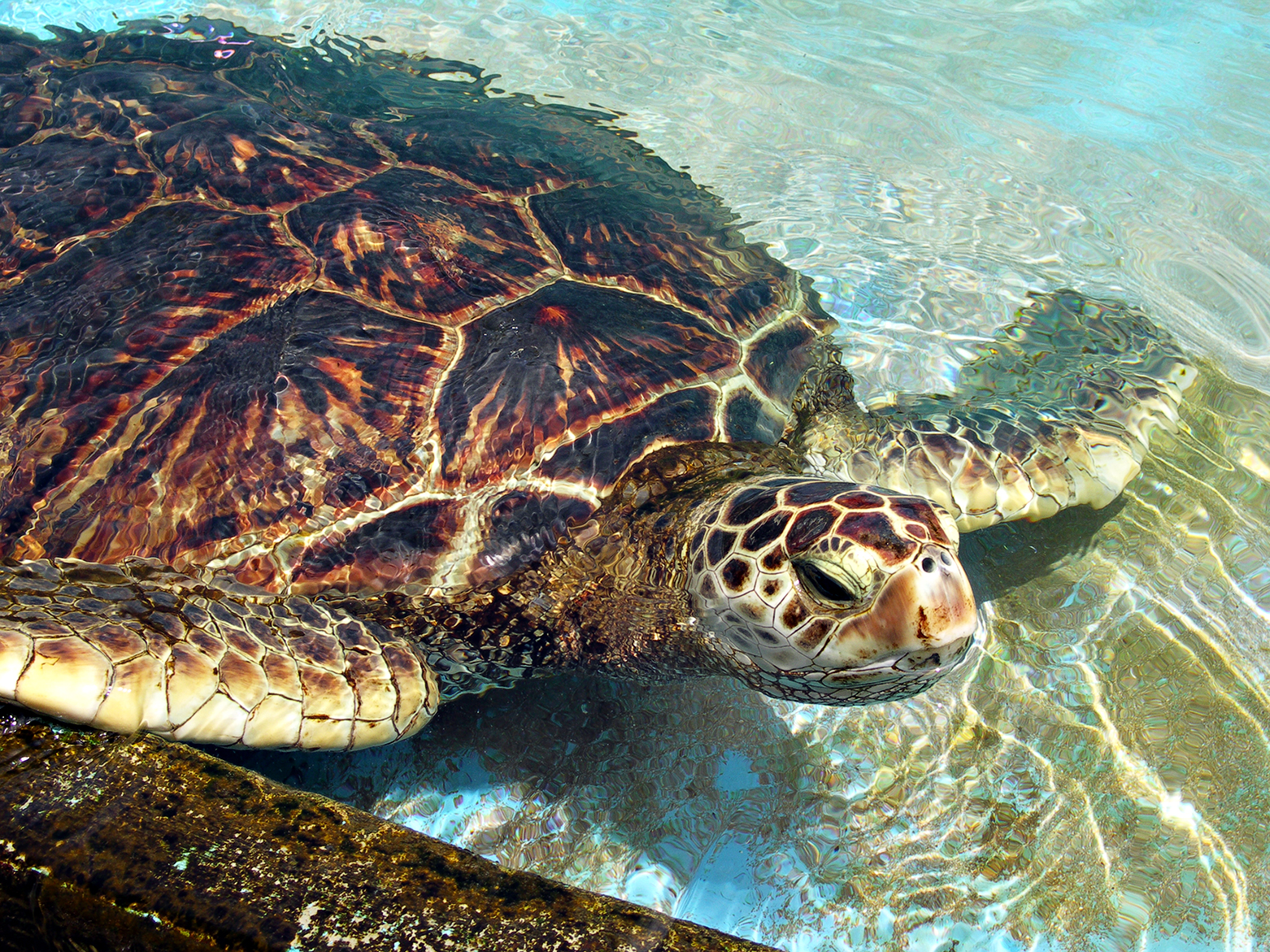
綠蠵龜
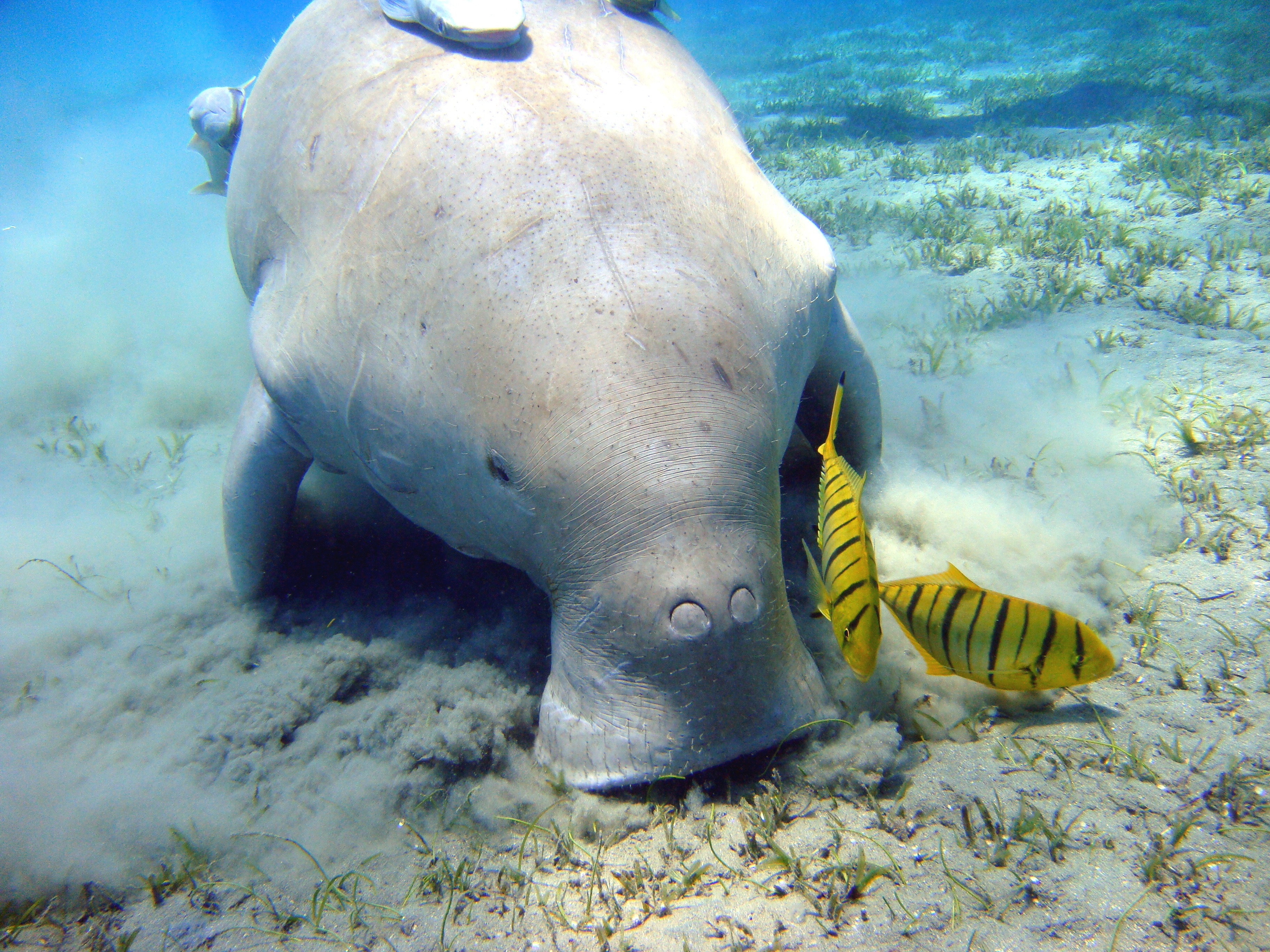
儒艮
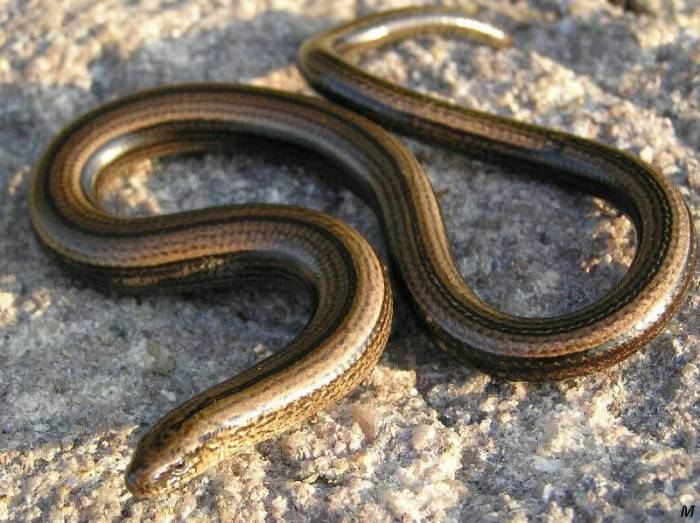
蛇蜥
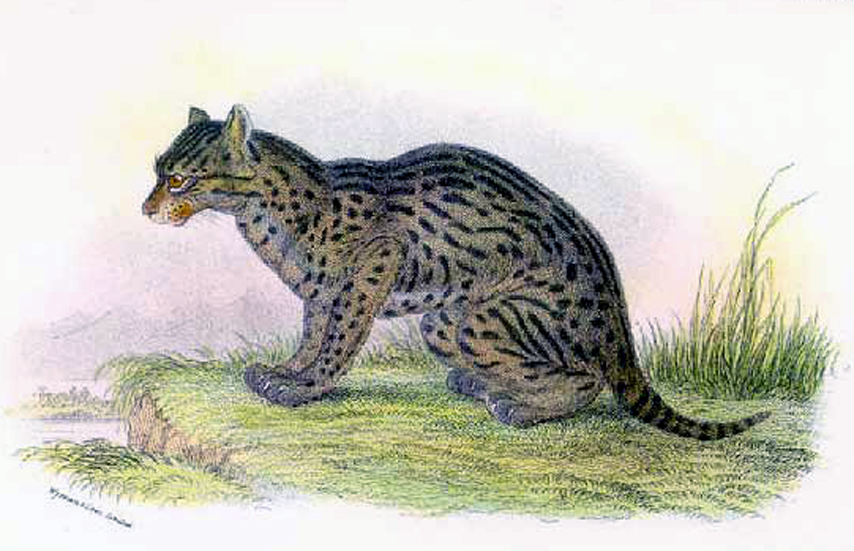
漁貓
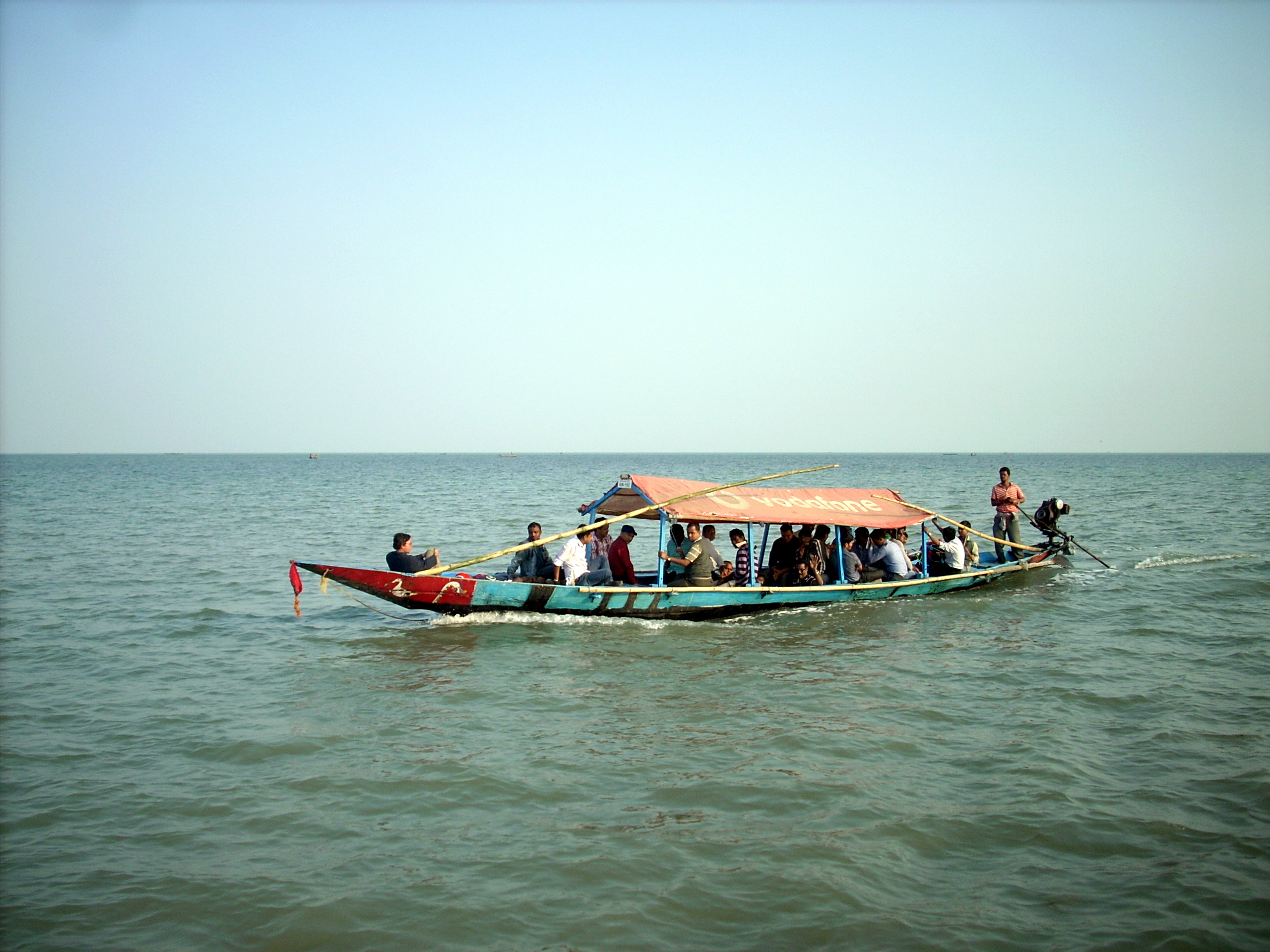
航行於吉尔卡湖的船隻
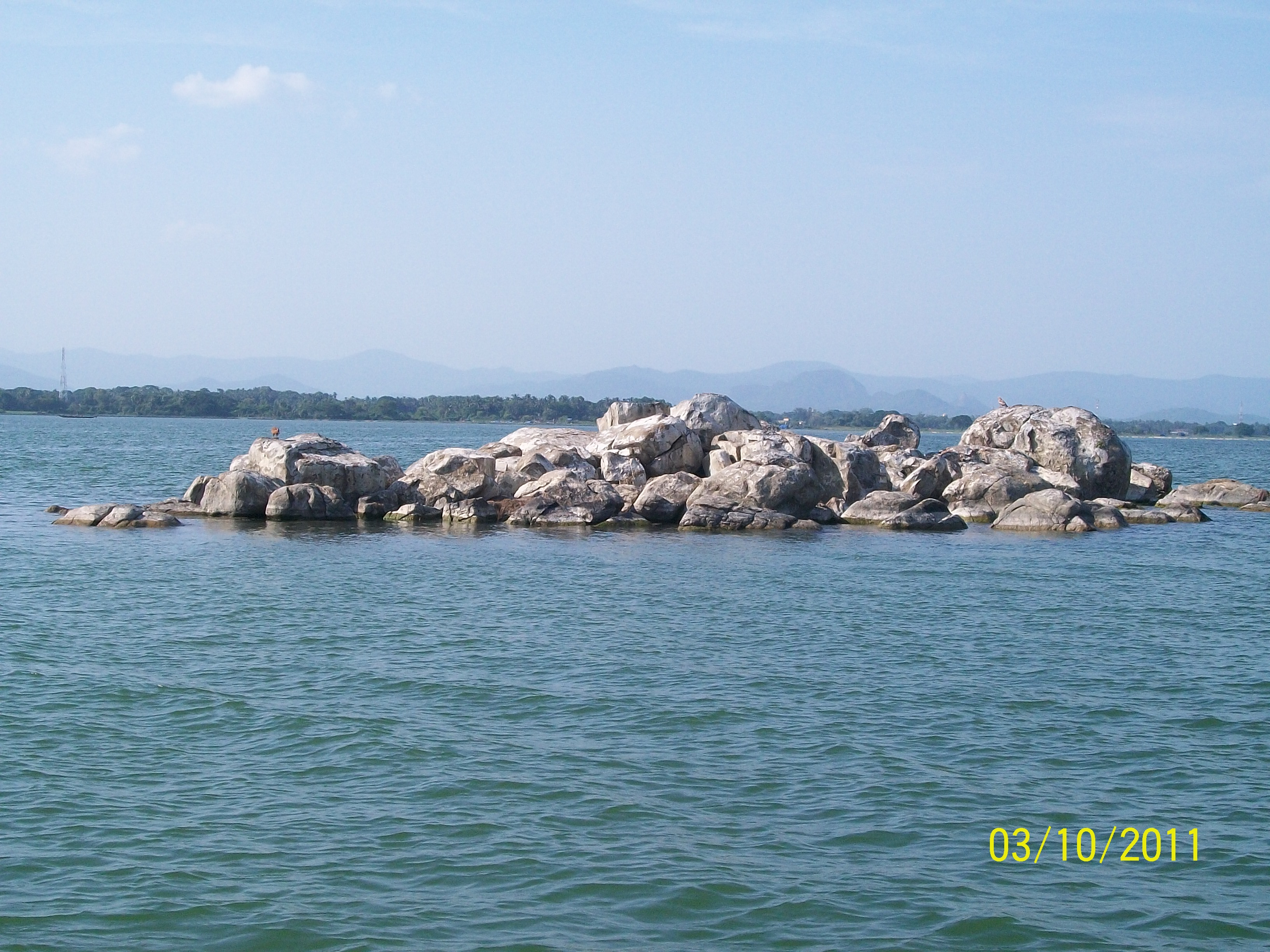
帕里库德岛
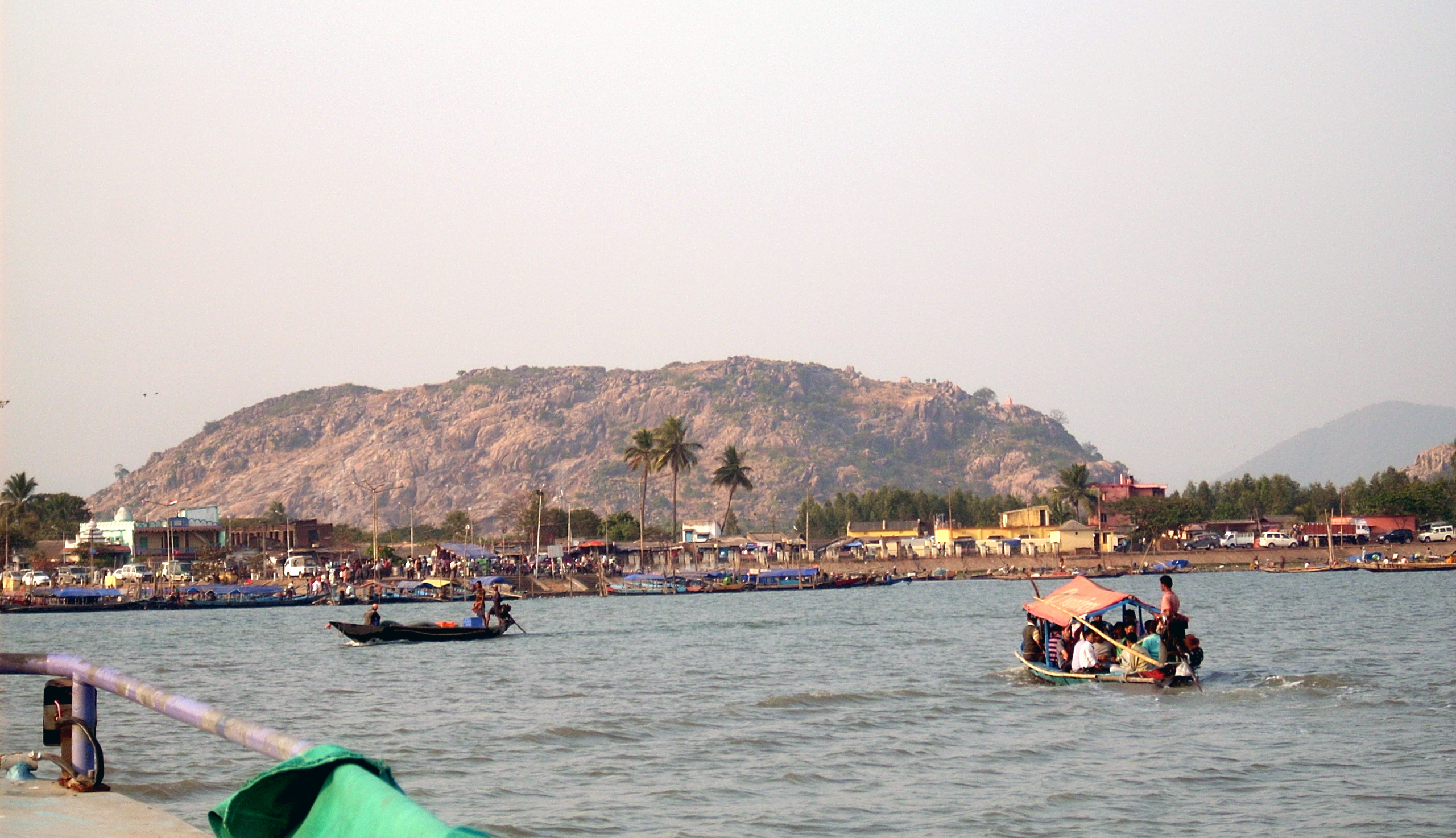
巴卢加奥恩
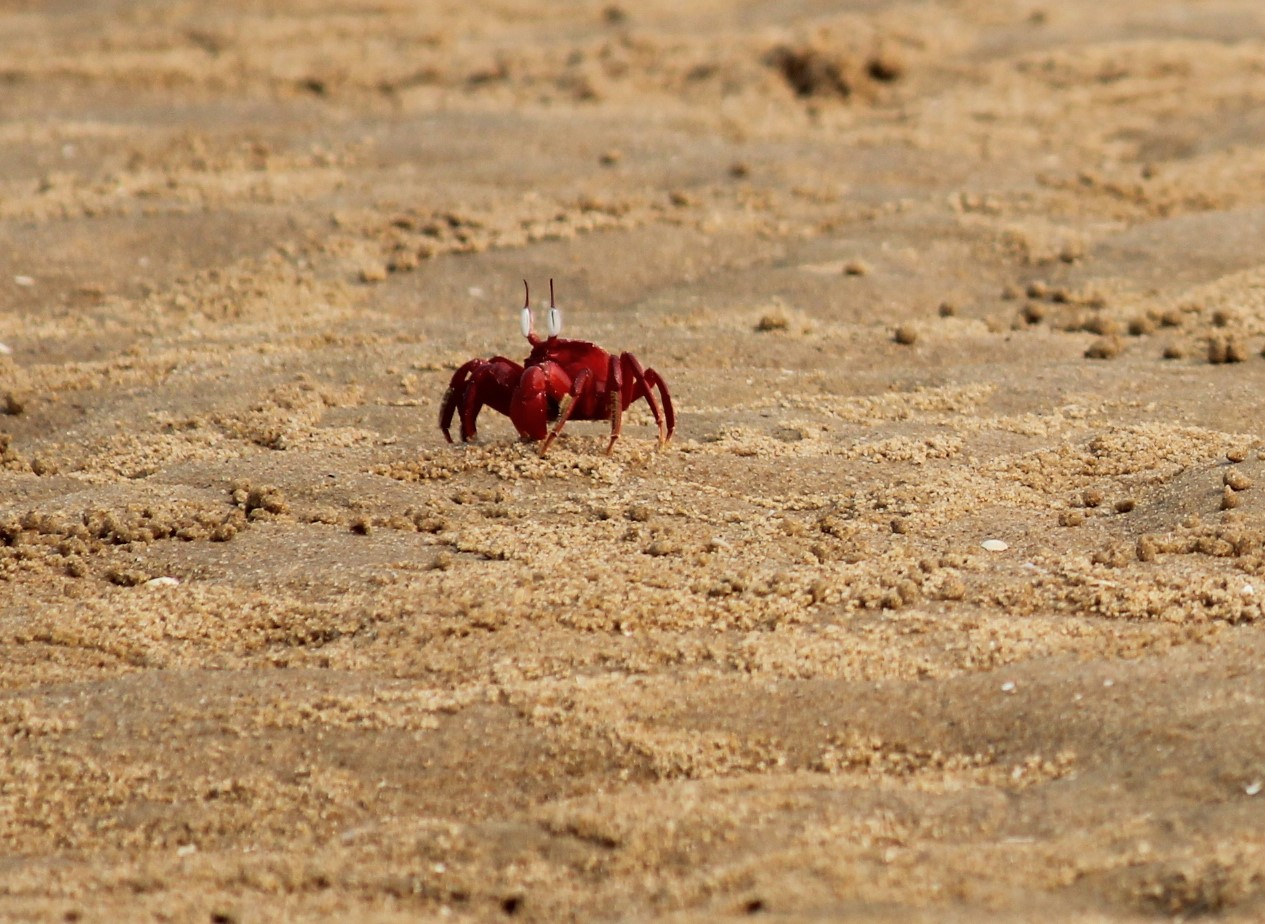
巨角沙蟹（英语：Ocypode macrocera）